# Obervald
Obervald (německy Sonnenberg, 642 m n. m.) je kopec jižně nad Kamenickým Šenovem v okrese Česká Lípa, v severovýchodním výběžku Českého středohoří. Její severní svahy pozvolna klesají do Kamenického Šenova a dál do údolí Kamenice, jižní svahy jsou naopak velmi strmé a na necelém kilometru padají o 200 výškových metrů do obce Slunečná. Je součástí asi 4 km dlouhého hřbetu Češka – Obervald – Kozlík, který tvoří tři rozsáhlé vzájemně se překrývající čedičové příkrovy a jehož je nejvyšším vrcholem.

## Název
Kopec nesl v minulosti ve státních mapových dílech více názvů.
Nejrozšířenější název byl Kameník vyskytující se na státních mapách měřítka 1 : 5 000 vydaných v letech 1962, 1972, 1982 a 1987 a dále ve vojenských topografických mapách vydaných v letech 1956 a 1961.
Název Vlčí hora se vyskytl ve vydáních státní mapy měřítka 1 : 5 000 z let 1992 a 1996.
Název Kamenáč se vyskytl ve vydání vojenské topografické mapy z roku 1951 a název Kamenných vrch se vyskytl v mapě třetího vojenského mapování z let 1872–1953.

## Panská skála
Na severním svahu Obervaldu se mezi Kamenickým Šenovem a Práchní nachází známá národní přírodní památka Panská skála. Zdejší kamenné varhany vznikly sloupcovou odlučností čediče při tuhnutí magmatu, které bylo obnaženo vlivem lidské těžební činnosti do současné podoby. Skálu tvoří svislé pěti až šestiboké sloupce, z nichž některé dosahují délky až 12 metrů a jsou vedle sebe uspořádány jako píšťaly u kostelních varhan. V nejnižším patře bývalého lomu je dnes malé jezírko.

## Přístup

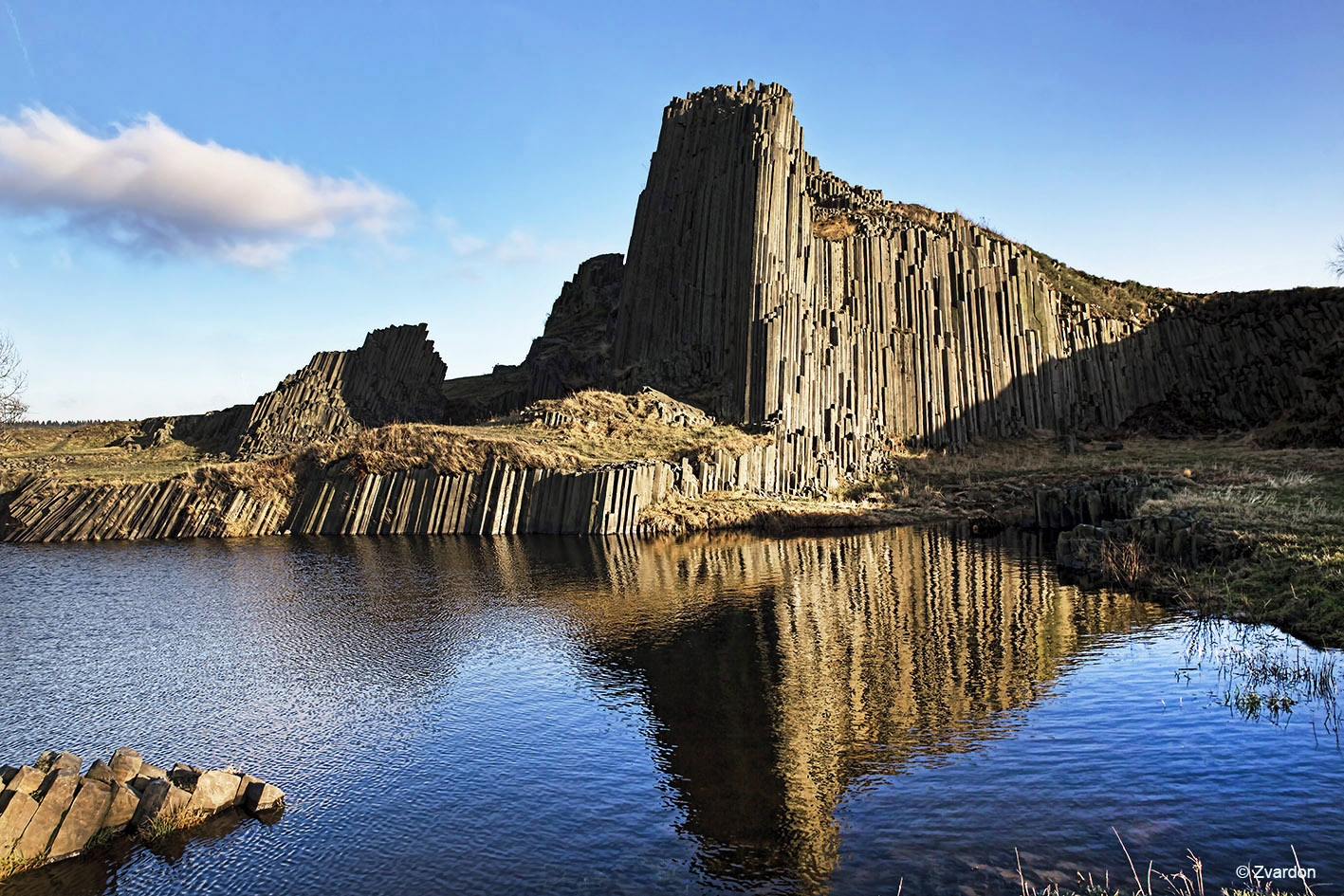
Panská skála s jezírkem

Přes Obervald vede žlutě značená zpevněná cesta od Panské skály, která ale vrchol obchází z jihu a míjí ho o 200 metrů. Vrchol je dostupný buď volným terénem od žluté značky, nebo po neznačené lesní cestě ze severu, na kterou se dá dojít po polní cestě od kamenickošenovské ulice Nadlesí nedaleko Panské skály. Tato cesta měří 1,5 km s převýšením 70 metrů. Samotný vrchol se zvedá na jižním konci poměrně rozlehlé vrcholové plošiny pokryté sutí a kamením. Jižně od vrcholu stojí čedičové skály, tvořené nepravidelně vyvinutými čtyř až šestibokými svislými sloupy.